# 2MASS J15341711+1615463
2MASS J15341711+1615463 ist ein Brauner Zwerg der Spektralklasse T3,5 an im Sternbild Schlange. Er wurde 2006 von Kuenley Chiu et al. entdeckt.